# 西门子能源股份公司
西门子能源股份公司（Siemens Energy AG）是西门子将旗下天然气和电力部门与可再生能源业务合并后成立的拥有完全的独立性和企业自主权的上市公司。

## 介绍
全球总发电量的约六分之一是基于西门子能源的技术，西门子能源被认为是全球领先的能源技术公司。现任西门子能源总裁兼首席执行官为克里斯蒂安·布鲁赫。
截至2020年3月31日，西门子能源在全球拥有约91,000名员工，其产品包括燃气轮机、蒸汽轮机、发电机、变压器和压缩机等。

## 历史
2019年5月，西门子宣布将持有的西门子歌美飒新能源全部股权（占59%）与西门子电力和天然气业务合并，成立名为“西门子能源”的全新公司，寻求独立上市。西门子能源拥有完全的独立性和企业自主权。
2019年10月，西门子命名新的能源公司为“西门子能源”。 2020年2月，西门子决定花12亿美元回购Iberdrola手中持有的8.1%的Siemens Gamesa Renewable Energy股权。至此，西门子持有的西门子歌美飒（SGRE）股权比重正式提升至67%。
2020年5月1日，西门子能源开始在中国独立运营。
2020年9月28日，西门子能源在德国的法兰克福证券交易所上市，正式开启西门子集团旗下能源业务的独立自主运营，开盘价为22.01欧元，按照这一价格计算，公司市值约为159亿欧元。
2020年10月，西门子能源不再支持开发新的燃煤电厂项目。 

## 股份相关
西门子能源的最大股东是西门子股份公司，其持股比例为35.1%。
西门子能源拥有单独上市的西门子歌美飒可再生能源（SGRE，Siemens Gamesa Renewable Energy）67％的股份，SGRE属西门子能源的主要部分，约占西门子能源公司三分之一收入。